# Выборы главы администрации Архангельской области (2004)
Выборы главы администрации Архангельской области состоялись в Архангельской области (включая Ненецкий автономный округ) в марте 2004 года. Выборы были назначены на 14 марта 2004 года и проходили одновременно с выборами президента России. В выборах приняли участие 8 кандидатов. Никто из кандидатов не набрал более половины голосов избирателей и для определения победителя потребовалось повторное голосование, которое состоялось 28 марта 2004 года. Во второй тур вышли Анатолий Ефремов и Николай Киселёв. Выборы выиграл Николай Киселёв.
На 1 января 2004 года в Архангельской области было зарегистрировано 1 004 036 избирателей.

## Ход событий
28 января 2004 года закончился приём документов для регистрации кандидатов на должность главы администрации Архангельской области.
6 февраля — регистрация кандидатов на должность главы администрации Архангельской области.
14 марта — выборы Президента РФ и главы администрации области.
28 марта — повторное голосование по выборам главы администрации области.

## Кандидаты
На выборах главы администрации Архангельской области было выдвинуто 13 кандидатов. Было отказано трём кандидатам-самовыдвиженцам:
- Посад Вселеннович Древарх-Просветлённый
- Николай Константинович Кириков
- Александр Николаевич Тутов

Из зарегистрированных двое выбыли после регистрации. Так снял кандидатуру депутат Госдумы Владимир Крупчак (член «Единой России», до избрания - председатель Совета директоров Архангельского ЦБК). В итоге в выборах приняли участие 8 кандидатов.
| Кандидат          | Должность (на момент выдвижения) | Выдвинут       | Основание регистрации                                  | Статус                                   |
| ----------------- | --- | -------------- | ------------------------------------------------------ | ---------------------------------------- |
| Александр Аксюта  | генеральный директор ОАО «Мясоперерабатывающий комбинат „Плесецкий“»                                                                      | Самовыдвижение | подписи избирателей                                    | зарегистрирован                          |
| Евгений Гурьев    | первый зампред правления Архангельского областного отделенияе общероссийского общественного движения «Народно-патриотический союз России» | КПРФ           | результаты выборов депутатов Госдумы четвертого созыва | зарегистрирован                          |
| Александр Донской | генеральный директор ООО «Сезон» | Самовыдвижение | подписи избирателей                                    | зарегистрирован                          |
| Анатолий Ефремов  | глава администрации Архангельской области                                                                                                 | Самовыдвижение | подписи избирателей                                    | зарегистрирован                          |
| Николай Киселёв   | генеральный директор ОАО «Молоко», г. Архангельск                                                                                         | Самовыдвижение | подписи избирателей                                    | зарегистрирован                          |
| Владимир Крупчак  | депутат Госдумы четвертого созыва | Самовыдвижение | подписи избирателей                                    | зарегистрирован, выбыл после регистрации |
| Павел Ножнин      | председатель СМО партии «Родина» | Самовыдвижение | подписи избирателей                                    | зарегистрирован                          |
| Михаил Силантьев  | депутат Архангельского областного Собрания депутатов                                                                                      | ЛДПР           | результаты выборов депутатов Госдумы четвертого созыва | зарегистрирован                          |
| Сергей Эммануилов | временно не работающий | Самовыдвижение | избирательный залог                                    | зарегистрирован, выбыл после регистрации |
| Владимир Ющенко   | глава администрации муниципального образования «Холмогорский район»                                                                       | Самовыдвижение | подписи избирателей                                    | зарегистрирован                          |

## Итоги выборов
Число территориальных избирательных комиссий — 32. Число участковых избирательных комиссий — 1150.
| Место                                              | Кандидат                                           | Голоса    | %     |
| -------------------------------------------------- | -------------------------------------------------- | --------- | ----- |
| 1.                                                 | Киселёв Николай Иванович                           | 288 112   | 44,99 |
| 2.                                                 | Ефремов Анатолий Антонович                         | 169 516   | 26,47 |
| 3.                                                 | Против всех                                        | 94 779    | 14,80 |
| 4.                                                 | Гурьев Евгений Тимофеевич                          | 29 568    | 4,62  |
| 5.                                                 | Донской Александр Викторович                       | 25 147    | 3,93  |
| 6.                                                 | Силантьев Михаил Сергеевич                         | 13 375    | 2,09  |
| 7.                                                 | Ющенко Владимир Васильевич                         | 3 350     | 0,52  |
| 8.                                                 | Ножнин Павел Валентинович                          | 2 518     | 0,39  |
| Число действительных бюллетеней                    | Число действительных бюллетеней                    | 633 389   |       |
| Число недействительных бюллетеней                  | Число недействительных бюллетеней                  | 7 044     |       |
| Всего проголосовавших                              | Всего проголосовавших                              | ?         | 59,06 |
| Число избирателей, включенных в список избирателей | Число избирателей, включенных в список избирателей | 1 046 166 | 100   |

| Место                                              | Кандидат                                           | Голоса    | %     |
| -------------------------------------------------- | -------------------------------------------------- | --------- | ----- |
| 1.                                                 | Киселёв Николай Иванович                           | 354 446   | 75,04 |
| 2.                                                 | Ефремов Анатолий Антонович                         | 82 867    | 17,54 |
| 3.                                                 | Против всех                                        | 32 392    | 6,86  |
| Число действительных бюллетеней                    | Число действительных бюллетеней                    | 469 705   |       |
| Число недействительных бюллетеней                  | Число недействительных бюллетеней                  | 2 646     |       |
| Всего проголосовавших                              | Всего проголосовавших                              | 430 812   | 44,88 |
| Число избирателей, включенных в список избирателей | Число избирателей, включенных в список избирателей | 1 042 898 | 100   |

## Ход выборов в Ненецком автономном округе
В первом туре 14 марта 2004 большинство избирателей 45,52% (8 304 человека) проголосовали против всех кандидатов. За Анатолия Ефремова, проголосовали 26,48% избирателей (4 830 человек). Второе место занял - Николай Киселёв с 12,56% голосов (2 291 человек). Всего в выборах в Ненецком АО приняли участие 59,16% избирателей (18 188 человек). Таким образом жители округа выразили протест по поводу возможного объединения округа с Архангельской областью.
Во втором туре 28 марта 2004 победил Николай Киселёв за которого проголосовали 44.54% (2 135 человек). Против всех проголосовали 32.23% (1 545 человек). За Анатолия Ефремова подано 22.32% голосов (1 070 человек). Голосование прошло при низкой явке избирателей 16.14% от списка (4 793 человек).